# Тягнирядно Юрій Іванович
Ю́рій Іва́нович Тягнирядно́ (нар. 26 вересня 1961) — радянський та український залізничник, екс-начальник Південно-західної залізниці (2005).

## Життєпис
У 1983 році Юрій Тягнирядно закінчив факультет управління процесами перевезень Дніпропетровського інституту інженерів транспорту та розпочав трудовий шлях на Одеській залізниці.
Обіймав посаду першого заступника начальника Придніпровської залізниці. Постановою Кабінету Міністрів України від 22 червня 2005 року був призначений на посаду начальника Південно-Західної залізниці, однак вже у грудні того ж року був звільнений з посади.
Згодом виконував функції начальника пасажирської служби та головного інженера служби локомотивного господарства Одеської залізниці.